# Devoldnuten
Der Devoldnuten ist ein 3280 m hoher Berg im ostantarktischen Königin-Maud-Land. Im Gebirge Sør Rondane ragt er zwischen dem Kjelbotnnuten und den Pukkelen nahe dem Kopfende des Byrdbreen auf.
Norwegische Kartografen, die diesem Berg auch seinen Namen gaben, kartierten ihn 1957 anhand von Luftaufnahmen, die bei der US-amerikanischen Operation Highjump (1946–1947) entstanden waren. Namensgeber ist der norwegische Polarforscher Hallvard Ophus Devold (1898–1957), der 1933 gemeinsam mit Hjalmar Riiser-Larsen und Olav Kornelius Kjelbotn (1898–1966) die Prinzessin-Ragnhild-Küste per Hundeschlitten erkundet hatte.